# Zara (metropolitana di Milano)
Zara è una stazione delle linee M3 ed M5 della metropolitana di Milano.

## Storia
La stazione sulla linea M3 venne attivata il 16 dicembre 1995, come capolinea del prolungamento proveniente da Sondrio. Rimase capolinea fino al'8 dicembre 2003, quando venne attivato il prolungamento per Maciachini.
Il 10 febbraio 2013 fu aperta all'esercizio la stazione posta sulla linea M5, come capolinea del tronco proveniente da Bignami. Il 1º marzo dell'anno seguente fu aperto il tratto diretto a Garibaldi FS; nell'arco dei due anni successivi la linea venne poi prolungata fino all'attuale capolinea di San Siro Stadio.

## Strutture e impianti
La stazione è situata in viale Zara all'incrocio con viale Stelvio, sulla circonvallazione filoviaria di Milano. Sia la stazione della linea M3 che quella della linea M5 sono sotterranee e passanti; quella della linea M3 ha due binari in una sola canna con due banchine laterali, quella della linea M5 ha due binari e una banchina a isola. Entrambe le altre stazioni sono accessibili ai disabili.
La stazione possiede ingressi e uscite solo su viale Zara.

## Interscambi
Nelle vicinanze della stazione effettuano fermata alcune linee urbane di superficie, tranviarie, filoviarie ed automobilistiche, gestite da ATM.
Nei pressi dell'impianto effettua inoltre fermata una linea automobilistica interurbana gestita da AirPullman.
- Fermata tram (Zara M3 M5, linee 7 e 31)
- Fermata filobus (Zara M3 M5, linee 90, 91 e 92)
- Fermata autobus

## Servizi
La stazione dispone di:
- Accessibilità per portatori di handicap
- Ascensori
- Scale mobili
- Emettitrice automatica biglietti
- Servizi igienici
- Stazione video sorvegliata

## Galleria d'immagini

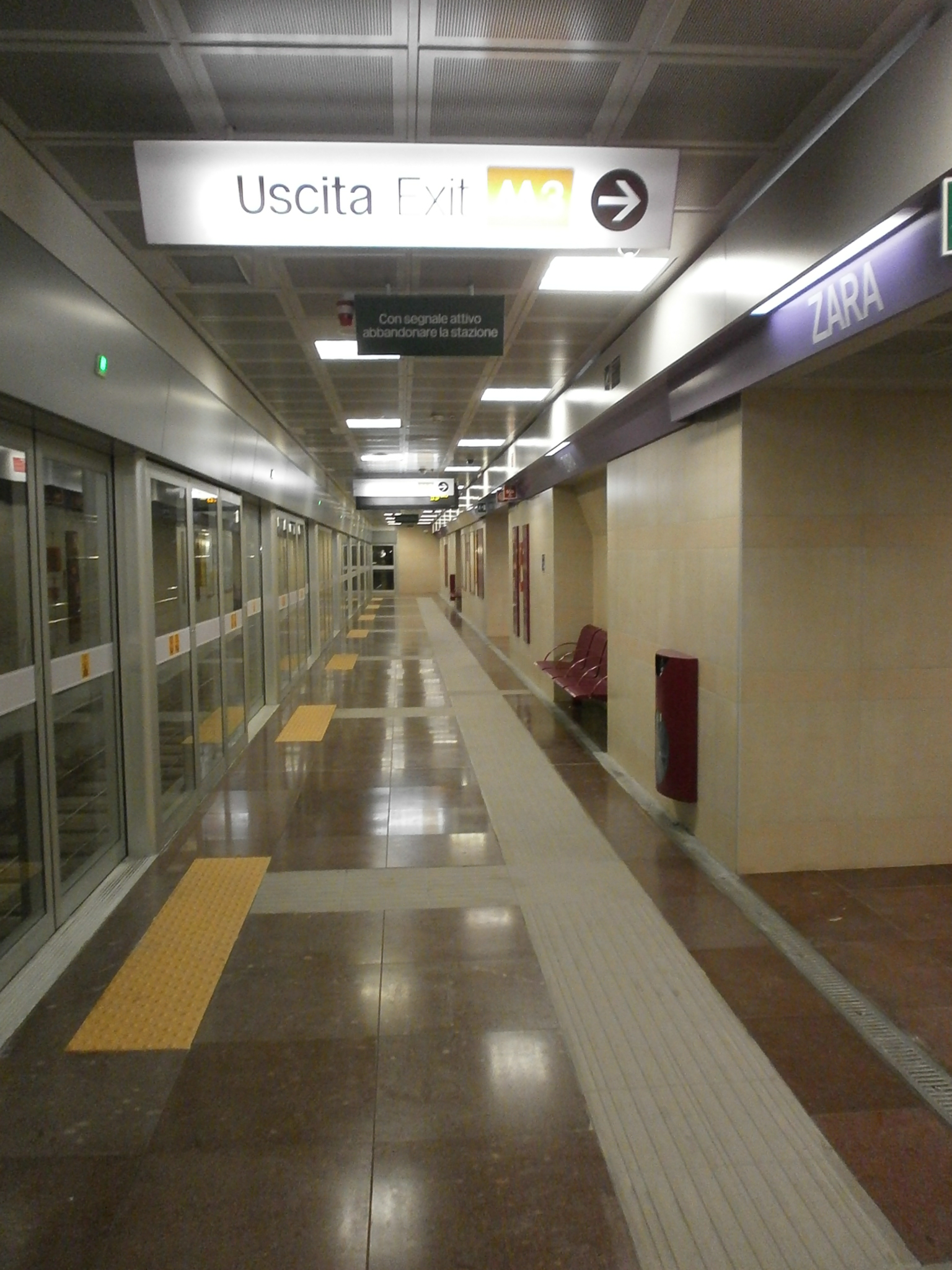
Il piano banchine della stazione M5
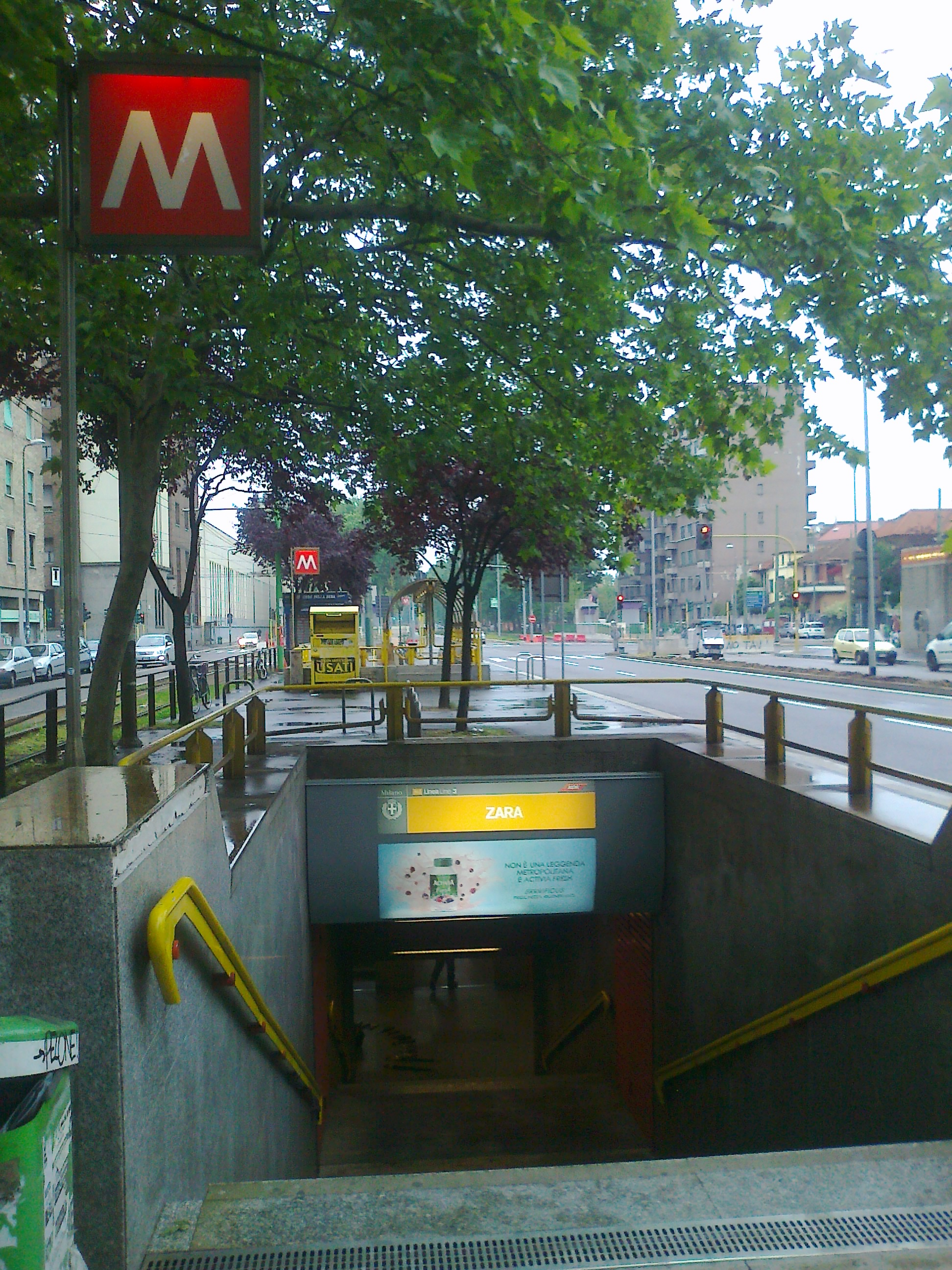
L'ingresso della stazione
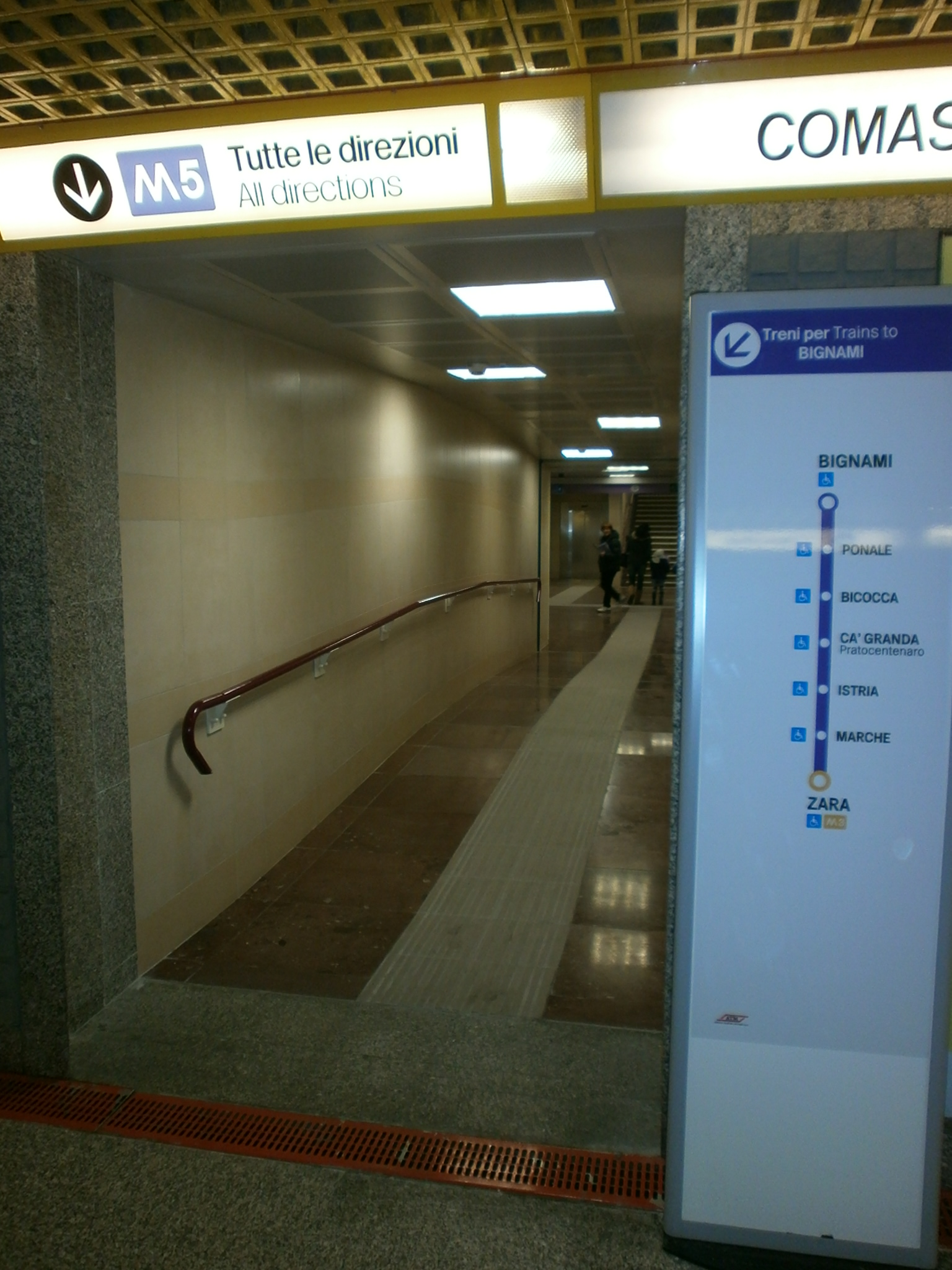
Il collegamento fra le due linee